# Petar Lazić
Petar Lazić (Kosjerić, 25 settembre 1960 – Belgrado, 9 settembre 2017) è stato uno scrittore e giornalista serbo.
Lazić è autore dei testi, regista e "direttore a vita" del "Radio teatro del libretto d'iscrizione" (dal 1984 alla sospensione del 1996), direttore del giornale satirico "La nostra scrofa" (dal 1996 al 1998) mentre dal 1999 è direttore del settimanale satirico "Bre!".
È stato premiato molte volte per il suo lavoro letterario e quello alla radio, per questo stesso lavoro è però anche stato accusato e condannato più volte durante il regime di Slobodan Milošević sempre con l'accusa di "aver offeso l'opera e il nome del presidente dello stato".
Le sue opere sono state tradotte in una ventina di lingue e si trovano in molte antologie, riviste e pubblicazioni in Jugoslavia ed all'estero.
In italiano finora è stata pubblicata una selezione dei suoi aforismi (La Vallisa - Bari, 1994, tradotta da Dragan Mraovic). Una breve storia dell'anima è il primo libro di Lazić in Italia. Inoltre è la prima traduzione in lingua straniera di questo libro pubblicato a Belgrado poco più di un anno fa, quando la critica si è espressa molto favorevolmente giudicandolo addirittura uno dei migliori e dei più autentici libri della narrativa in lingua serba.
È morto a Belgrado nel 2017.

## Opere

### Libri
- Fermate il pianeta, voglio scendere (1982),
- Al sole d'inverno (1988),
- Gli eroi di Viale della Rivoluzione (1990),
- Il requiem per il mar morto (1994),
- Gli anni d'intreccio (1997),
- La satira scelta (1998),
- Una breve storia dell'anima (2001),
- Non esistono le parti piccole (2002),
- Brenote (2002).

Le rubriche settimanali: "La Parola Letteraria" (1984-1989), "NIN" (1992-1996).